# Troiano de Netuno

Os troianos de Netuno, com os plutinos presentes como referência.

Animação mostrando as órbitas dos seis troianos de Netuno conhecidos.

Os troianos de Netuno (português brasileiro) ou troianos de Neptuno (português europeu) são um grupo de corpos menores do sistema solar que possuem aproximadamente o mesmo período orbital do planeta Netuno, e estão localizados nos pontos de Lagrange L4 e L5, 60° à frente ou atrás do planeta.
O primeiro troiano de Netuno foi descoberto em 2001, (612243) 2001 QR322, próximo a região L4 de Netuno. Em 2010, foi anunciado a descoberta do primeiro troiano de Netuno no ponto de Lagrange L5, 2008 LC18. Atualmente o ponte L5 que fica à direita de Netuno é muito difícil de ser observada devido está ao longo da linha de visão para o centro da Via Láctea, uma área do céu repleto de estrelas.

## Membros
Em 19 de julho de 2017, existiam dezessete troianos de Netuno conhecidos. Além de (316179) 2010 EN65 que é um outro troiano coorbital de Netuno, o objeto está se movendo a partir do ponto de Lagrange L4 para o L5. A descoberta de 2005 TN53 em uma órbita de alta inclinação (>25°) sugere uma nuvem de troianos na região. Acredita-se que números de grandes troianos (com raio maiores do que 100 km) podem ser mais numerosos do que os troianos de Júpiter.
| Nome          | Designação provisória | Ponto Lagrange | Periélio (UA) | Afélio (UA) | Inclinação (°) | Magnitude absoluta | Diâmetro (km) | Ano da identificação | Notas                                          |
| ------------- | --------------------- | -------------- | ------------- | ----------- | -------------- | ------------------ | ------------- | -------------------- | ---------------------------------------------- |
| 2001 QR322    | 2001 QR322            | L4             | 29,404        | 31,011      | 1,3            | 8,2                | ~140          | 2001                 | Primeiro troiano de Netuno descoberto          |
| 385571 Otrera | 2004 UP10             | L4             | 29,318        | 30,942      | 1,4            | 8,8                | ~100          | 2004                 | Primeiro troiano de Netuno numerado e nomeado  |
| 2005 TN53     | 2005 TN53             | L4             | 28,092        | 32,162      | 25,0           | 9,0                | ~80           | 2005                 | Primeiro troiano de alta inclinação descoberto |
| 385695 Clete  | 2005 TO74             | L4             | 28,469        | 31,771      | 5,3            | 8,5                | ~100          | 2005                 |                                                |
| 2006 RJ103    | 2006 RJ103            | L4             | 29,077        | 31,014      | 8,2            | 7,5                | ~180          | 2006                 |                                                |
| 2007 VL305    | 2007 VL305            | L4             | 28,130        | 32,028      | 28,1           | 8,0                | ~160          | 2007                 |                                                |
| 2008 LC18     | 2008 LC18             | L5             | 27,365        | 32,479      | 27,6           | 8,4                | ~100          | 2008                 | Primeiro troiano L5 descoberto                 |
| 2004 KV18     | 2004 KV18             | L5             | 24,553        | 35,851      | 13,6           | 8,9                | 56            | 2011                 | Troiano de Netuno temporário                   |
| 2010 EN65     | 2010 EN65             | L3             | 21,109        | 40,613      | 19,2           | 6,9                | ~200          |                      | Está se movendo a partir do L4 para o L5       |
| 2010 TS191    | 2010 TS191            | L4             | 28,608        | 31,253      | 6,6            | 8,1                | ~120          | 2016                 | Anunciado em 31/05/2016                        |
| 2010 TT191    | 2010 TT191            | L4             | 27,913        | 32,189      | 4,3            | 8,0                | ~130          | 2016                 | Anunciado em 31/05/2016                        |
| 2011 HM102    | 2011 HM102            | L5             | 27,662        | 32,455      | 29,4           | 8,1                | 90–180        | 2012                 |                                                |
| 2011 SO277    | 2011 SO277            | L4             | 29,622        | 30,503      | 9,6            | 7,7                | ~140          | 2016                 | Announced on 2016/05/31                        |
| 2011 WG157    | 2011 WG157            | L4             | 29,064        | 30,878      | 22,3           | 7,1                | ~170          | 2016                 | Anunciado em 31/05/2016                        |
| 2012 UV177    | 2012 UV177            | L4             | 27,806        | 32,259      | 20,8           | 9,2                | ~80           |                      |                                                |
| 2013 KY18     | 2013 KY18             | L5             | 26,598        | 33,873      | 6,7            | 6,8                | ~200          | 2016                 | Anunciado em 31/05/2016, estabilidade incerta  |
| 2014 QO441    | 2014 QO441            | L4             | 26,961        | 33,215      | 18,8           | 8,2                | ~130          |                      | O mais excêntrico estável troiano de Netuno    |
| 2014 QP441    | 2014 QP441            | L4             | 28,022        | 32,110      | 19,4           | 9,1                | ~90           |                      |                                                |

2005 TN74 e (309239) 2007 RW10 foram considerados troianos de Netuno no momento de sua descoberta, mas outras observações descartaram esta possibilidade. Atualmente, 2005 TN74 é considerado para estar em uma ressonância 3:5 com Netuno. (309239) 2007 RW10 está atualmente na condição de um quasi-satélite de Netuno.